# Ходжа
Ходжа е почетна титла, използвана в Близкия изток, Южна Азия, Югоизточна Азия за мюсюлмански свещенослужители, както и за суфистките учители.
Използва се и от кашмирските мюсюлмани и евреите мизрахи, особено кюрдистанските евреи и евреите от Багдад.